# 1969年逝世人物列表
1969年逝世人物列表：1月 - 2月 - 3月 - 4月 - 5月 - 6月 - 7月 - 8月 - 9月 - 10月 - 11月 - 12月
下面是1969年逝世的知名人士列表。

## 1月

### 1日
- 巴頓·麥克萊恩，美國演員
- 布鲁诺·瑟德斯特伦，瑞典運動員

### 3日
- 康莫多尔·科克伦，美國奧運運動員

### 4日
- 保罗·钱伯斯，美國爵士貝斯手

### 5日
- 王普 (物理学家)，中国核物理先驱，山东大学物理系创始人，缓发中子发现者

### 8日
- 阿爾伯特·希爾，英國運動員

### 19日
- 揚·帕拉赫，捷克學生

### 27日
- 查理斯·溫寧格，美國演員

### 29日
- 艾倫·杜勒斯，美國中央情報局局長

### 30日
- 多米尼克·皮雷，比利時多明尼加修道士，諾貝爾和平獎獲得者

### 31日
- 梅赫·巴巴，印度精神導師

## 2月

### 2日
- 鲍里斯·卡洛夫，英國演員

### 3日
- 爱德华多·蒙德拉纳，莫三比克民族主義組織FRELIMO領導人
- 阿爾·塔利亞費羅，美國迪士尼漫畫家

### 5日
- 塞爾瑪·裡特，美國女演員

### 9日
- 喬治「加比」海耶斯，美國演員

### 13日
- 弗洛倫斯·瑪麗·泰勒，英國出生的澳大利亞建築師

### 14日
- 維多·吉諾維斯，義大利裔美國黑幫

### 18日
- 德拉吉莎·茨维特科维奇，南斯拉夫第13任總理

### 19日
- 馬奇·布萊克，美國女演員

### 20日
- 歐內斯特·安塞梅特，瑞士指揮家[1]

### 23日
- 沙特·本·阿卜杜勒-阿齐兹·阿勒沙特，沙烏地阿拉伯國王
- 瑪杜芭拉，印度女演員

### 25日
- 揚·扎伊奇，捷克學生

### 26日
- 列维·艾希科尔，以色列第三任總理
- 卡尔·雅斯贝尔斯，德國精神病學家和哲學家

### 27日
- 約翰·博爾斯，美國演員

## 3月

### 3日
- 阿裡·喬達特·艾尤比，伊拉克第11任總理
- 弗雷德·亚历山大，美國網球運動員

### 6日
- 奥斯卡·奥索里奥，薩爾瓦多軍事領導人，薩爾瓦多第32任總統

### 11日
- 丹尼爾·巴貝，美國海軍上將[2]
- 約翰·溫德姆，英國作家[3]

### 14日
- 本·沙恩，立陶宛裔美國藝術家

### 15日
- 邁爾斯·馬勒森，英國演員[4]

### 24日
- 约瑟夫·卡萨武布，剛果-利奧波德維爾第一任總統

### 25日
- 馬克斯·伊士曼，美國作家[5]

### 26日
- 約翰·甘迺迪·涂爾，美國作家

### 28日
- 德怀特·艾森豪威尔，美國將軍和政治家，美國第34任總統

## 4月

### 2日
- 福爾圖尼奧·博納諾瓦，西班牙演員和歌手

### 5日
- 阿爾貝托·博努奇，義大利演員和導演
- 羅慕洛·加列戈斯，委內瑞拉小說家和政治家，委內瑞拉第48任總統[6]

### 10日
- 哈雷·厄爾，美國設計師兼執行官

### 15日
- 巴滕貝格的維多利亞·歐珍妮，西班牙王后

### 20日
- 維耶科斯拉夫·盧布裡奇，克羅埃西亞烏斯塔謝官員和集中營管理員

### 26日
- 植芝盛平，日本武術家和合氣道創始人

### 27日
- 勒內·巴里恩托斯，玻利維亞將軍和政治家，玻利維亞第47任總統（直升機墜毀）

## 5月

### 2日
- 弗朗茨·馮·帕彭，德國第22任總理和普魯士第26任總理

### 3日
- 卡爾·弗洛因德，德國電影攝影師
- 扎基爾·海珊，印度政治家，印度第三任總統

### 4日
- 奧斯伯特·西特韋爾，英國作家[7]

### 6日
- 唐·德拉蒙德，牙買加斯卡音樂家

### 14日
- 伊妮德·貝內特，美國女演員
- 弗雷德里克·莱恩，澳大利亞游泳運動員

### 15日
- 罗伯特·雷科德，美國愛滋病毒受害者

### 18日
- 卡米爾·德雷維特，法國反殖民主義者、女權主義活動家和和平主義者

### 21日
- 威廉·林肯·貝克威爾，美國探險家

### 23日
- 吉米·麥克休，美國作曲家

### 24日
- 米茲·格林，美國女演員

### 26日
- 保羅·霍金斯，澳大利亞賽車手

### 27日
- 穆罕默德·法里德·迪迪，瑪律代夫蘇丹
- 傑弗里·亨特，美國演員

### 28日
- 里斯·威廉姆斯，威爾士演員

## 6月

### 1日
- 伊瓦尔·巴朗格鲁德，挪威奧運速度滑冰運動員

### 4日
- 拉斐尔·奥苏纳，墨西哥職業網球運動員

### 8日
- 羅伯特·泰勒，美國演員

### 11日
- 約翰·路易斯，美國礦工聯合會主席

### 12日
- 亞歷山大·德涅卡，俄羅斯畫家和雕塑家

### 16日
- 第一代突尼西亞歷山大伯爵哈羅德·亞歷山大，英國陸軍元帥和第17任加拿大總督

### 18日
- 埃德加·安德森，美國植物學家

### 19日
- 娜塔莉·塔爾馬奇，美國女演員

### 20日
- 穆罕默德·西迪克·明沙維，埃及古蘭經誦讀者

### 22日
- 裘蒂·加蘭，美國女演員和歌手[8]

### 23日
- 沃尔马里·伊索-霍洛，芬蘭運動員

## 7月

### 2日
- 成瀨巳喜男，日本電影導演

### 3日
- 布萊恩·鐘斯，英國搖滾音樂家

### 5日
- 本·亞歷山大，美國演員
- 威廉·巴克豪斯，德國鋼琴家
- 瓦爾特·格羅佩斯，德國建築師
- 蘭伯特·希利爾，美國電影導演
- 湯姆·姆博亞，肯亞政治家
- 李歐·麥卡瑞，美國電影導演

### 9日
- 田中賴三，日本海軍上將

### 15日
- 彼得·凡·艾克，德國演員

### 17日
- 市川雷藏，日本演員

### 20日
- 羅伊·漢密爾頓，美國歌手

### 24日
- 維爾托德·貢布羅維奇，波蘭小說家和戲劇家[9]

### 25日
- 奥托·迪克斯，德國畫家

### 28日
- 弗蘭克·洛瑟，美國詞曲作者
- 古巴總統拉蒙·格勞[10]

## 8月

### 5日
- 阿道夫·腓特烈，梅克倫堡公爵

### 6日
- 狄奧多·阿多諾，德國社會學家和哲學家

### 8日
- 崔承喜，韓國現代舞者

### 9日
- 塞西尔·鲍威尔，英國物理學家，諾貝爾獎獲得者
- 康斯坦丁·揚·帕洪，羅馬尼亞政治家
- 傑伊·賽百靈，美國名人髮型師
- 莎朗·蒂，美國女演員和模特

### 13日
- 尼古拉斯·法索利諾，阿根廷羅馬天主教紅衣主教

### 14日
- 伦纳德·伍尔夫，英國作家

### 17日
- 路德維希·密斯·凡德羅，德裔美國建築師
- 奥托·施特恩，德國物理學家，諾貝爾獎獲得者

### 18日
- 米爾德里德·大衛斯，美國女演員

### 20日
- 馬蒂·巴里，加拿大冰球運動員

### 26日
- 伊斯梅爾·阿扎里，蘇丹第二任總理、第三任總統

### 27日
- 艾薇·康普頓-伯內特，英國小說家
- 埃裡卡·曼，德國作家

### 31日
- 洛基·馬西安諾，美國職業拳擊手

## 9月

### 2日
- 胡志明，越南共產黨政治家，越南北部第一任總理和越南北部第一任總統
- 諾曼·曼利，牙買加總理[11]

### 3日
- 約翰·萊斯特，美國板球運動員[12]

### 6日
- 亞瑟·弗里登賴希，巴西足球運動員

### 8日
- 巴德·科利爾，美國廣播電視名人
- 亞歷山德拉·大衛·尼爾，法國探險家

### 12日
- 老特裡·德拉梅薩·艾倫，美國將軍[13]

### 19日
- 雷克斯·英格拉姆，美國演員

### 22日
- 阿道弗·洛佩斯·马特奥斯，墨西哥政治家，墨西哥第48任總統，1958-1964年[14]
- 亞歷山德拉斯·斯圖爾金斯基斯，立陶宛政治家，立陶宛共和國第二任總統

### 27日
- 尼古拉·格鲁尼茨基，多哥第二任總統

### 28日
- 尼古拉·德斯科萊斯庫，羅馬尼亞將軍[15]

## 10月

### 1日
- 小托马斯·弗兰西斯，美国医生、病毒学家与流行病学家

### 3日
- 斯基普·詹姆斯，美國藍調歌手

### 6日
- 沃爾特·哈根，美國高爾夫冠軍

### 7日
- 娜塔莉亞·利森科，俄羅斯女演員
- 圖爾·內爾曼，瑞典共產黨領袖[16]

### 8日
- 愛德華多·恰內利，義大利演員和歌手

### 12日
- 索尼婭·海妮，挪威花樣滑冰運動員

### 16日
- 倫納德·切斯，波蘭裔美國唱片公司高管，國際象棋唱片公司聯合創始人

### 21日
- 傑克·凱魯亞克，美國作家[17]
- 瓦茨瓦夫·谢尔宾斯基，波蘭數學家

### 26日
- 久拉·曼迪，匈牙利足球運動員和經理

### 29日
- 法蘭西斯科·奧爾利希·博爾馬契奇，哥斯大黎加第34任總統

### 31日
- 卡洛斯·阿尔韦托·阿罗约·德尔里奥，厄瓜多第26任總統，二戰期間的領導人

## 11月

### 1日
- 寶琳·布希，美國女演員

### 5日
- 勞埃德·科雷根，美國演員

### 8日
- 戴夫·奧布萊恩，美國演員
- 維斯托·斯萊弗，美國天文學家

### 12日
- 威廉·弗里德曼，美國密碼分析家
- 刘少奇，中華人民共和國主席[18]

### 13日
- 伊斯坎德爾·米爾扎，巴基斯坦政治家，巴基斯坦第一任總統

### 18日
- 老约瑟夫·P·肯尼迪，美國政治家

### 21日
- 諾曼·琳賽，澳大利亞畫家
- 穆特萨二世、布干達的卡巴卡和烏干達第一任總統

## 12月

### 1日
- 馬吉克·山姆，美國音樂家

### 2日
- 克利缅特·伏罗希洛夫，蘇聯軍事指揮官

### 4日
- 弗雷德·漢普頓，美國活動家

### 5日
- 巴滕貝格的愛麗絲公主[19]
- 克勞德·多尼爾，德國飛機製造商，多尼爾Flugzeugwerke的創始人

### 6日
- 巴西水手若昂·坎迪多·費利斯貝托領導了鞭打起義[20]

### 7日
- 恩斯特·维特斯基，德裔美籍免疫学家
- 雷夫提·歐杜爾，美國棒球運動員和餐館老闆[21]

### 8日
- 卡爾·菲勒，納粹黨的德國政治家和慕尼克市長

### 13日
- 小斯賓塞·威廉姆斯，美國演員
- 雷蒙德·斯普魯恩斯，美國海軍上將

### 21日
- 乔治·卡特鲁，法國陸軍上將和殖民地總督

### 22日
- 約瑟夫·馮·斯滕伯格，奧地利電影導演
- 恩里克·佩尼亞蘭達，玻利維亞將軍，玻利維亞第38任總統，二戰期間的領導人

### 29日
- 里卡多·阿道夫·德拉瓜迪亞·阿蘭戈，巴拿馬第11任總統，二戰期間的領導人